# گریگور روشنگر
گریگور روشَنگَر (به ارمنی: Գրիգոր Լուսավորիչ، تلفظ: گریگور لوساوریچ)، (زادهٔ حدود ۲۵۷ میلادی)، نخستین رهبر دینی ارمنیان بود.
در نتیجهٔ کوشش او، تیرداد سوم ارمنستان در سال ۳۰۱ میلادی، مسیحیت را دین رسمی کشور اعلام کرد و ارمنیان را به این آیین نو فراخواند. او از خاندان سورن ایرانی بود.

## زندگی‌نامه
گریگور، پسر آناک از «دودمان پارتیان» ارمنی بود. او از شهرستان «پَهلَو» یا سرزمین پارتها، برخاسته از خاندان سورن و اشکانی بود. گریگور در سزاریا، با آیین مسیحیت آشنا شد و به مسیحیت گروید. او زبان‌های سریانی و یونانی را آموخت. سپس با دوشیزه‌ای مسیحی به نام «مریم»، دختر «داویت»، یکی از سالاران آن دیار، ازدواج کرد و دارای دو پسر شد. پسران او ورتانس و آریستاکس نام داشتند.
تیرداد سوم ارمنستان پسر خسرو دوم ارمنستان، در سال ۲۸۷ میلادی بر تخت پادشاهی ارمنستان نشست. آنگاه گریگور، برای خدمت به او به دربار اشکانیان ارمنستان رفت، اما به سبب گرایشی که به دین مسیح داشت، از تیرداد رنج و آزار بسیار دید و به فرمان او سیزده سال در سیاه‌چالی به نام صومعه خور ویراپ در دامنه کوه آرارات زندانی شد. به باور مسیحیان، تیرداد به سبب «کفر»، خود به دردی سخت جانکاه گرفتار آمد. روزی فرشتهٔ خداوند به خواب خواهر پادشاه آمد و او را پیام داد که تنها یک تن می‌تواند این درد را درمان کند، و او همانا گریگور زندانی است. پس، یکی از بزرگان ارمنی را به آن سیاه‌چال فرستادند تا چنانچه گریگور زنده مانده باشد، او را به دربار آورند. گریگور مقدس را، که به حکم پروردگار زنده مانده بود، از سیاه‌چال بیرون آوردند و به همراه انبوه مردمان به واغارشاپات، پایتخت ارمنستان، بردند.
پس از آزادی گریگور مقدس، پادشاه و بزرگان از او طلب بخشش کردند تا از گناه آنان بگذرد. آنگاه گریگور مقدس، موعظه آغاز کرد و از رحمت پروردگار سخن گفت و مردم را به شناخت خداوند خواند و گفت:
«اینک او را بشناسید، کسی که شما را از تاریکی به روشنایی پرتو شکوهمند خویش فراخواند. به عرش مواهب او نزدیک شوید و از او بخشایش جویید و از آلودگی و بدی و کفر زدوده شوید. جسم خود را با آب زندگی شست‌وشو دهید و سزاوار پوشیدن جامهٔ درخشان افتخار گردید.»
گریگور در سال ۳۰۲ میلادی به مقام روحانی و رهبری کلیسای ارمنستان منصوب شد.
گریگور به هر جا که می‌رسید، معابد و پرستشگاه‌های خدایان اساطیری ارمنی را ویران می‌کرد. او پرستشگاه‌های کهن ارمنی، از جمله پرستشگاه واهاگن و آستقیک را توسط سپاه ارمنستان تخریب کرد و به جای آن‌ها، کلیسا بر پا داشت. مدرسه‌هایی بنیاد نهاد و کودکان خردسال را برای آموزش زبان‌های یونانی و سریانی، که زبان‌های کلیسای ارمنی آن زمان بودند، به آنجا گسیل داشت. چندی پس از آن، به سال ۳۱۳ میلادی، قیصر کنستانتین یکم پیروی از مسیحیت را در رم آزاد گذاشت.
گریگور مقدس پسرش، «آریستاکس کاتولیکوس»، را به جانشینی خود گماشت و خود برای عبادت و نیایش به «کوه سبوه» رفت و در غار «مانیا آرک» در شهرستان داراناقی به عبادت پرداخت. او پس از چندی در همان غار درگذشت.

## نگارخانه

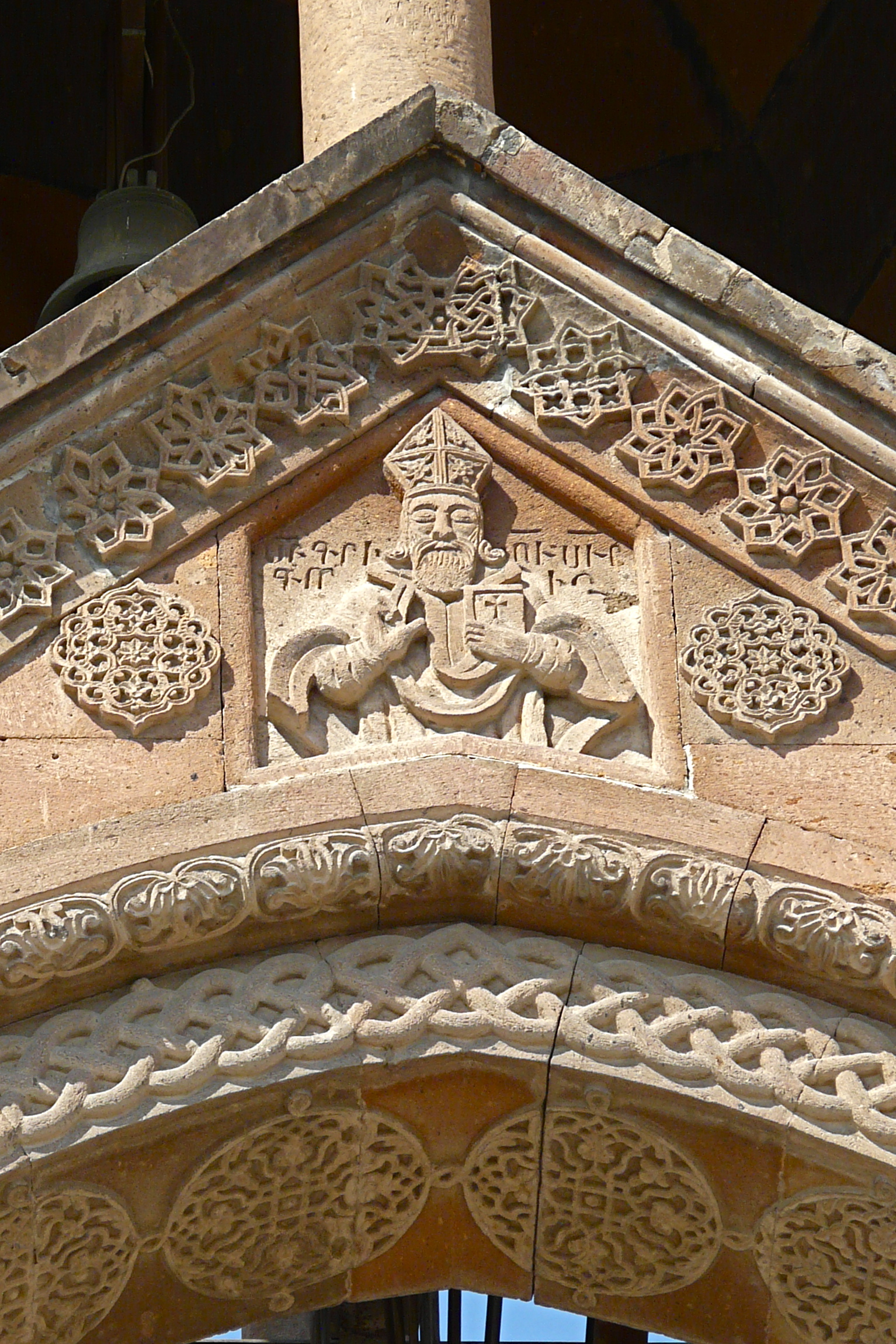
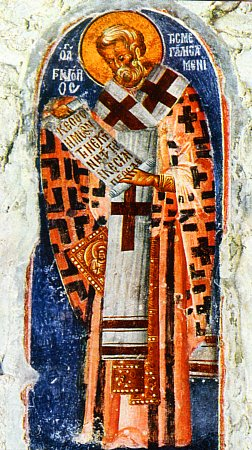
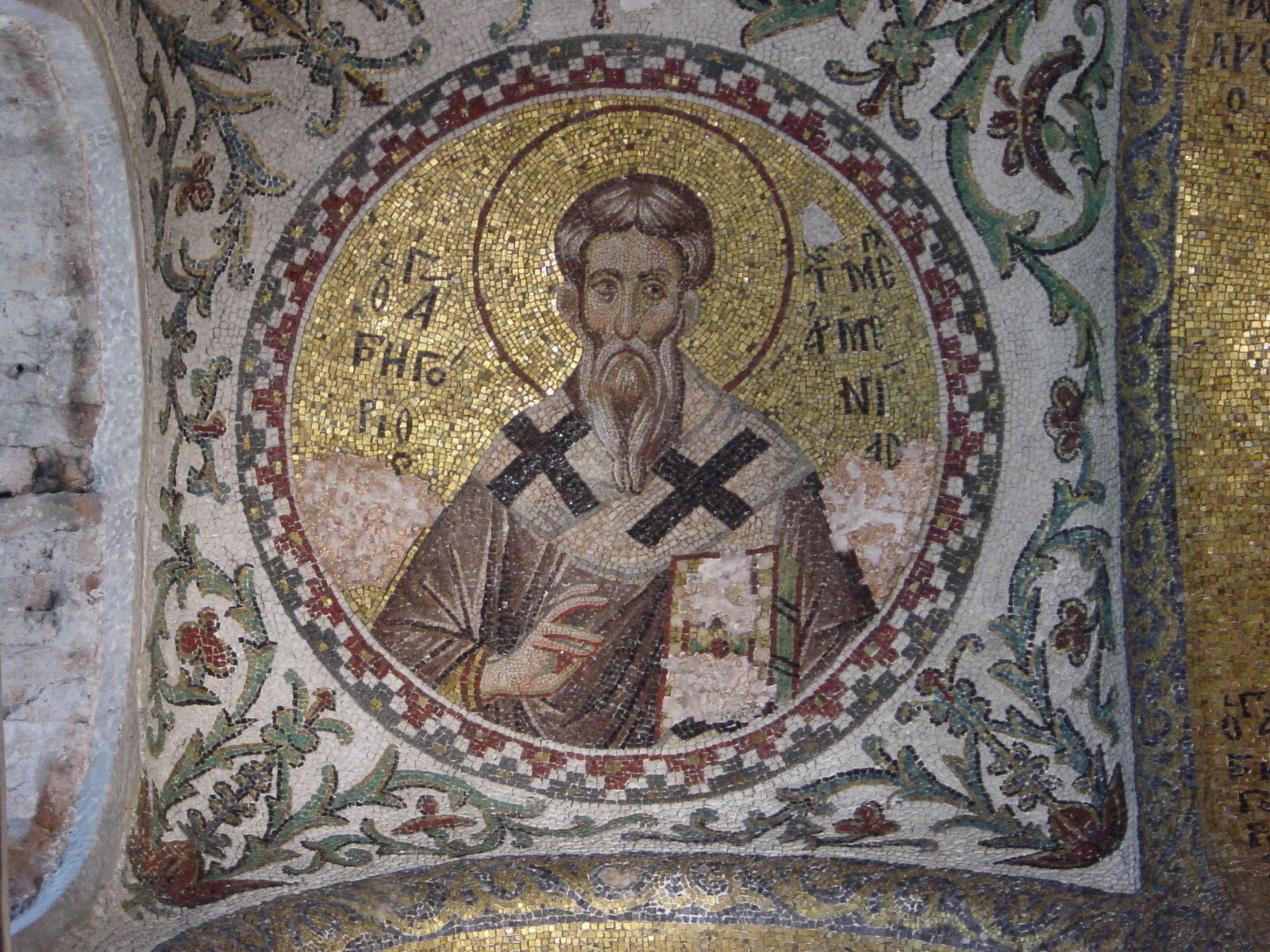
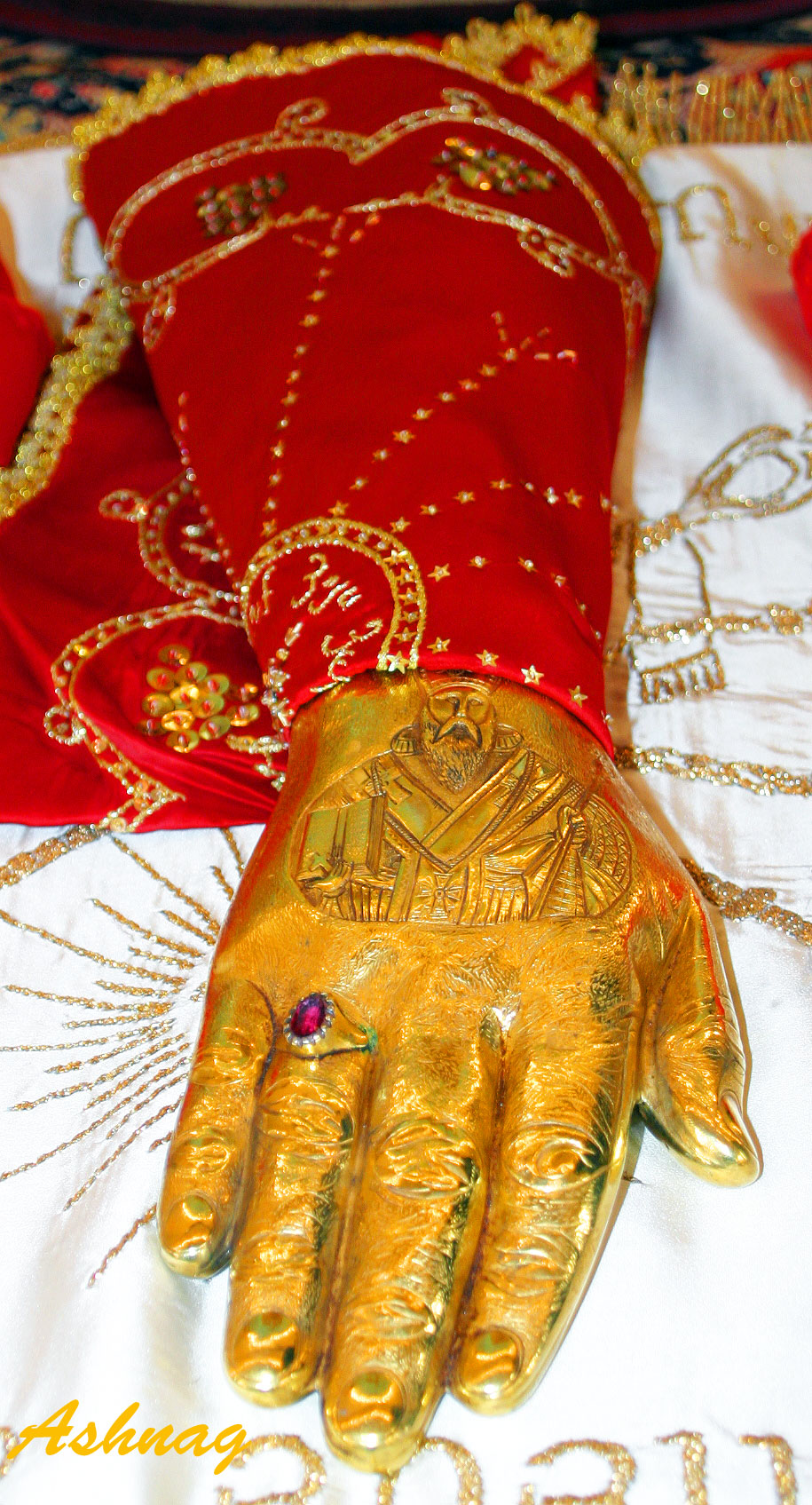
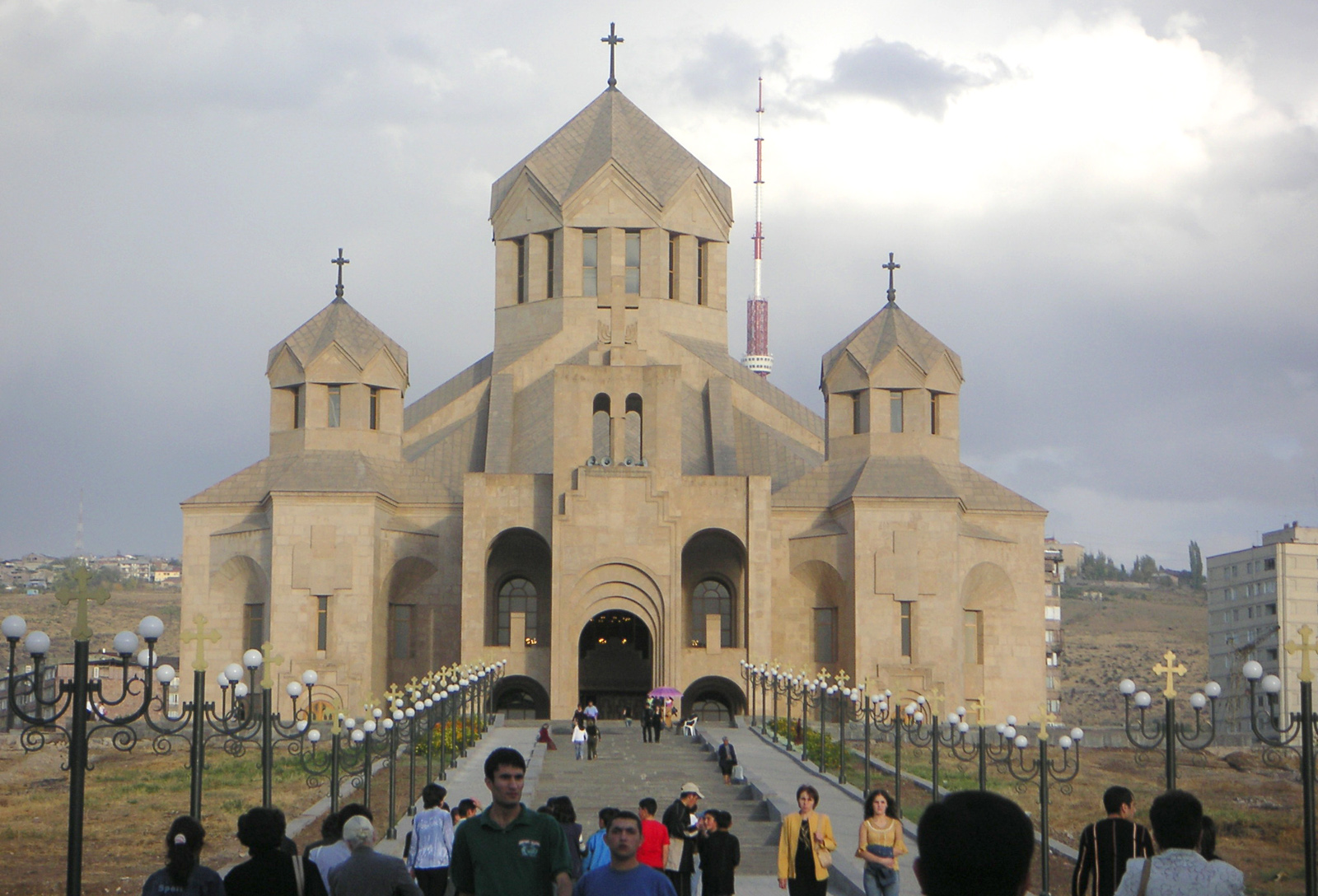
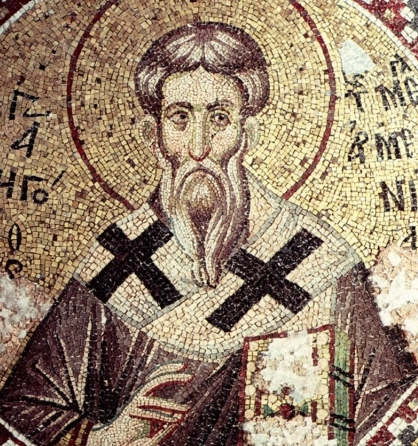